# Pascale Chesselet
Pascale Chesselet (1959) es una botánica y exploradora belga, especializada en flora tropical. Ha trabajado extensamente en el Museo Nacional de Historia Natural de Francia, sobre las especies botánicas de Sudáfrica.

## Algunas publicaciones
- pascale Chesselet, jean-noël Labat. 2005. Digitization and richness of type specimen collections at the Paris herbarium - spotlight on the Global Plants Initiative. Muséum National d’Histoire Naturelle, París

### Libros
- pascale Chesselet. 2004. Significance of morphology in the systematics of Mesembryanthemaceae: interactive database and illustrated atlas for identification. Editor Pretoria National Herbarium (Afrique du Sud). 603 pp.

- gideon f. Smith, pascale Chesselet, ernst j. van Jaarsveld, heidi Hartmann, steven Hammer. 1998. Mesembs of the World. Edición ilustrada de Briza Publ. 405 pp. ISBN 1-875093-13-3

- La abreviatura «Chess.» se emplea para indicar a Pascale Chesselet como autoridad en la descripción y clasificación científica de los vegetales.[3]

## Fuente
- Philippe Jaussaud & Édouard R. Brygoo. 2004. Du Jardin au Muséum en 516 biographies, Museo Nacional de Historia Natural de Francia, París, 2004, 630 pp.